# Ljubljanski Sokol

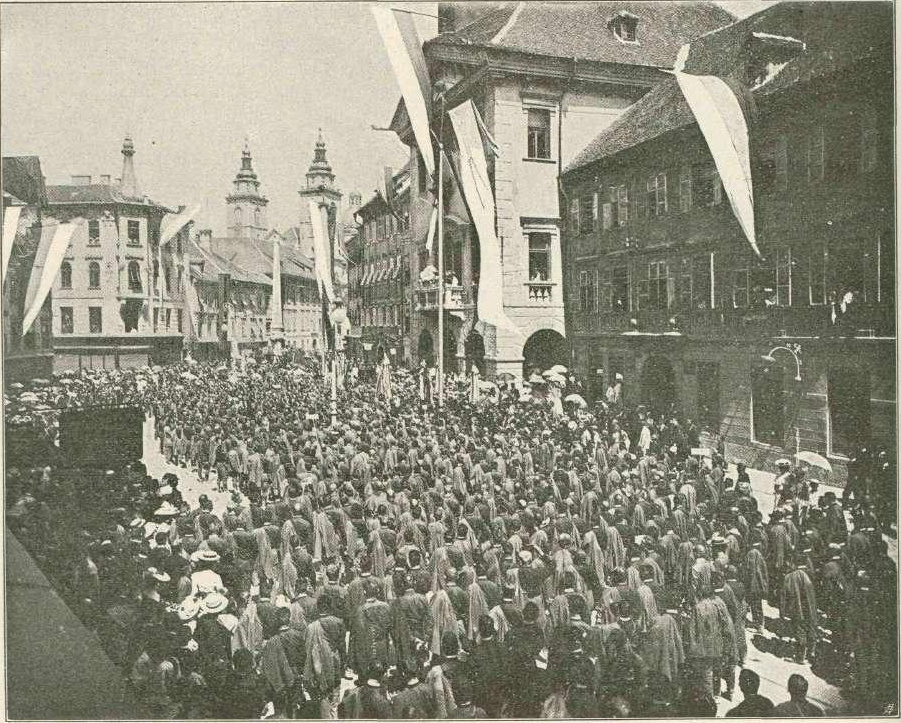
Slovinští Sokolové v centru Lublaně v roce 1904

Ljubljanski Sokol (česky Lublaňský Sokol) byla tělocvičná jednota vzniklá dle vzoru původně českého spolku Sokol jakožto první tělocvičný spolek ve Slovinsku. Byla založena skupinou slovinských vlastenců roku 1863, rok po založení nejstarší jednoty, Sokola pražského, jakožto první sokolská jednota mimo české země. Fungovala až do nástupu komunismu v Jugoslávii, kdy byla v červenci 1945 de facto zrušena.

## Historie

### 19. století
Dne 16. února 1862 byla v Praze založena Tělocvičná jednota Pražská, později nazvaná Sokol pražský. Jejím prvním starostou byl zvolen JUDr. Jindřich Fügner a prvním náčelníkem PhDr. Miroslav Tyrš. Vedle sportovního účelu v sobě rovněž nesla myšlenku české národní emancipace, což bylo blízké zástupcům dalších slovanských národů žijících pod nadvládou Rakouského císařství. Tento formát spolku inspiroval okruh slovinských vlastenců v Lublani, kteří zde v již říjnu 1863 založili jeho slovinskou verzi, Gimnastično društvo Južni Sokol (Gymnastický spolek Jižní Sokol), o několik měsíců později přejmenovaný na Ljubljanski Sokol.
Členové spolku se mohli různit politickými názory, vedle kladného vztahu ke sportu je však spojovala myšlenka slovinského národního uvědomění, spolek pak představoval prostředí pro socializaci. Spolek byl nejen prvním tělocvičným spolkem ve Slovinsku, stal se mateřskou organizací pro všechny následně založené slovinské sokolské jednoty také podnítil mj. také vznik prvního sokolského spolku v chorvatském Záhřebu v roce 1874. Další jednoty ve Slovinsku pak vznikají až od roku 1880, do roku 1895 byly utvořeny v Mozirji, Terstu, Gorici, Novom meste, Celji, Zagorji a Prvačině. V letech 1879 až 1897 byl náčelníkem lublaňského Sokola starosta města a významná osoba společenského života ve městě Ivan Hribar. Slovinští Sokolové se rovněž opakovaně účastnili pravidelných všesokolských sletů v Praze.

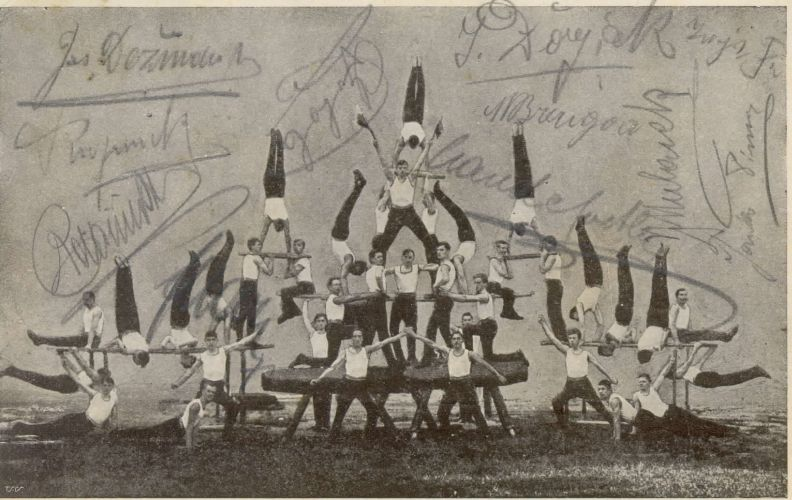
Akrobatická sestava lublaňských sokolů (1908)

Ke konci 19. století se pak sokolské hnutí rozrostlo ve výrazněji i ideově vymezenou skupinu: řada členů měla blízko k politice slovinské Národní pokrokové strany. Spolek byl přesto definován jako národní nestranická svobodomyslná organizace přístupná všem Slovincům. Její členové nesměli být členy politické strany, která by se stavěla proti kulturnímu a politickému programu Sokola, stejně jako členy Slovinské lidové strany, která měla pod záštitou orelské gymnázium. V době Rakouska-Uherska byly sokolské jednoty důležitým hnutím v kulturním boji proti rakouskému kulturnímu vlivu. Sokolská setkání také představovala nejmasovější shromáždění slovinského lidu ve druhé polovině 19. století, mj. v rámci tzv. táborů lidu.
Aktivním členem slovinského Sokola byl v mládí i pozdější prezident Jugoslávie Josip Broz Tito.

### 20. století
Sokolské jednoty nadále fungovaly i po zániku Rakouska-Uherska a po vytvoření Království Srbů, Chorvatů a Slovinců. Pro jednoty byly realizovány také stavby sokoloven, sportovně-společenských domů, včetně stavby Sokolski dom Tabor v lublaňské čtvrti Tabor vzniklé v letech 1923 a 1926 podle návrhu arch. Ivana Vurnika. Těsně před druhou světovou válkou byli ze spolku vyloučeni Josip Rus a dva další členové za členství v hnutí Antiimperialisticka fronta.
Po skončení druhé světové války, 8. července 1945, zorganizovali komunističtí sokolové shromáždění slovinských sokolů. Mohli na něj přijít pouze delegáti se stranickým svolením. Zde byl charakter organizace delegáty vyhodnocen jako buržoazní a podle sovětského vzoru byla založena nová organizace, tělovýchovný spolek Partizan.